# 한국펩시콜라
한국펩시콜라(영어: Pepsi Cola Korea)는 1993년에 설립한 펩시코의 한국법인이다.

## 제품
음료부문
- 펩시
  - 펩시콜라 오리지널
  - 펩시 제로슈거 라임
- 미린다
- 게토레이
- 마운틴 듀

제과부문
- 퀘이커 오트

## 같이 보기
- 펩시코
- 롯데웰푸드
- 롯데칠성음료